# 8909 Онісітака
8909 Онісітака (8909 Ohnishitaka) — астероїд головного поясу, відкритий 27 листопада 1995 року.
Тіссеранів параметр щодо Юпітера — 3,297.
Названо на честь Онісі Така (яп. おおにし・たか(大西隆) о:нісі така)